# Hägvardsån
Hägvardsån is een van de (relatief) kleine rivieren/beken die het Zweedse eiland Gotland rijk is. Ze dankt haar naam aan de boerderij Hägvards. De rivier mondt uit in de Oostzee. 